# (36457) 2000 QF8
2000 QF8 (asteroide 36457) é um asteroide da cintura principal. Possui uma excentricidade de 0.19987510 e uma inclinação de 2.48655º.
Este asteroide foi descoberto no dia 25 de agosto de 2000 por Korado Korlević e Mario Juric em Visnjan.